# Corte Savella

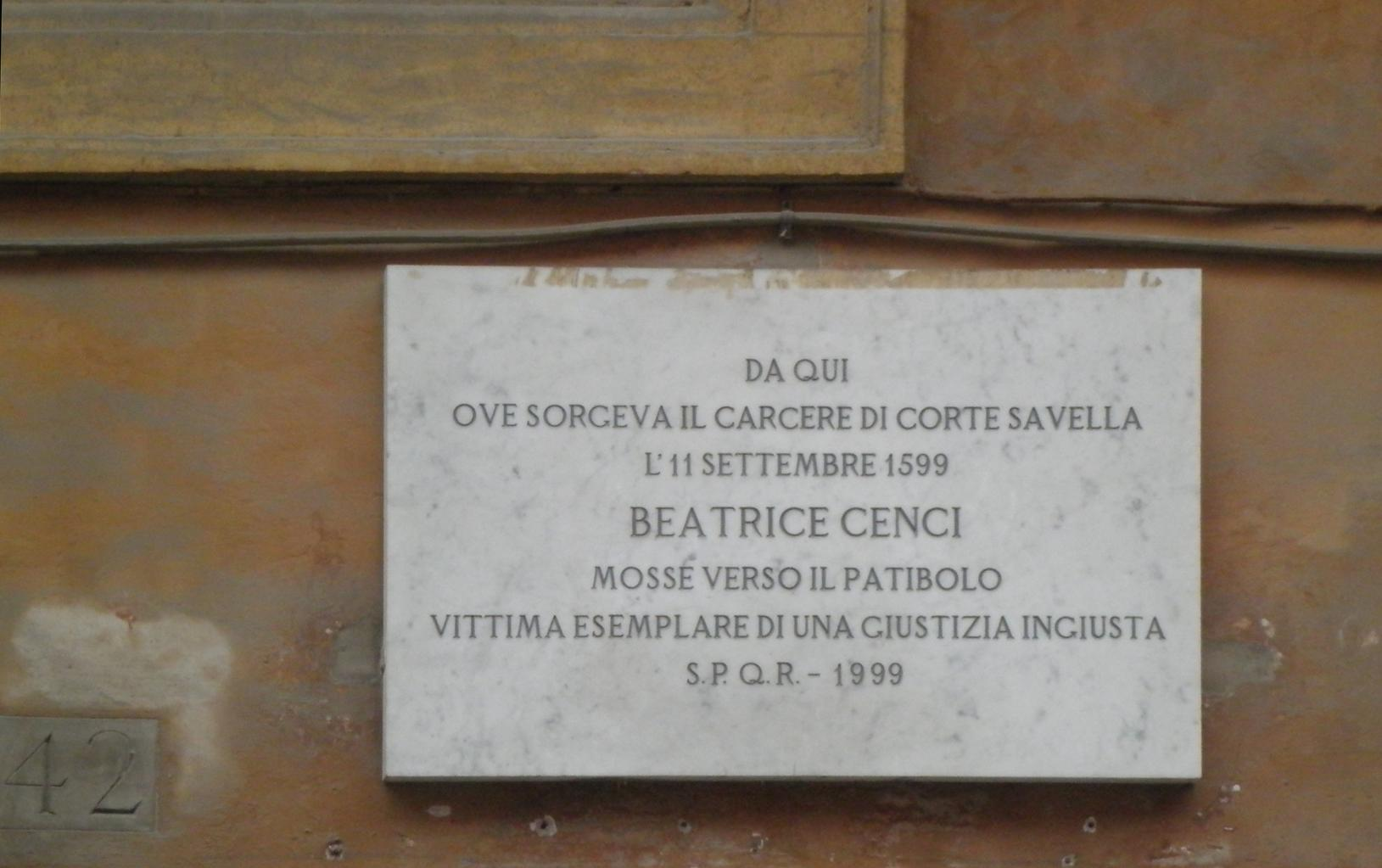
Erinnerung an Beatrice Cenci und den Corte Savella, in der Via di Monserrato 42

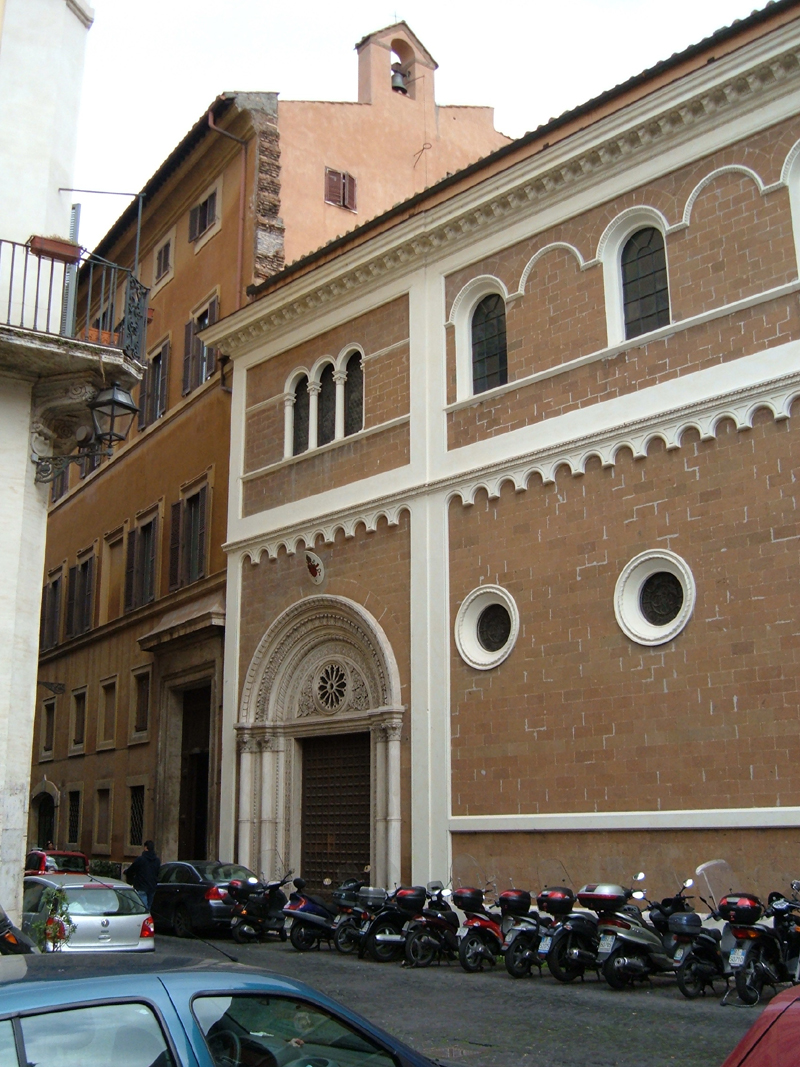
Kirche San Tommaso di Canterbury und das Päpstliches Englisches Kolleg in der Via di Monserrato 45

Das Corte Savella war ein römisches Gericht und Gefängnis, das seit dem Jahr 1375 der Familie Savelli in ihrer Eigenschaft als Marschälle der Heiligen Römischen Kirche und Wächter des Konklaves anvertraut war. Die Kurie der Savelli war zuständig für die Verhandlung von Strafsachen wegen gewöhnlicher Verbrechen verschiedener Art, wobei sie ihre Gerichtsbarkeit auf alle Laien der päpstlichen Familie ausdehnte und ihre Gerichtsbarkeit in Rom mit der von Tor di Nona teilte. Sie hatten das Recht die Todesstrafe zu verhängen, die entweder im Gefängnis oder wegen des ständig vorhandenen Galgens auf der Piazza Padella, in der Nähe der Kirche San Nicola degli Incoronati auch bekannt als de Furcis (in der Nähe der heutigen Giuseppe-Mazzini-Brücke), oder auf der Piazza di Ponte, der heutigen Piazza di Ponte Sant’Angelo, vollzogen wurde.
Das Gericht hatte einen Richter, zwei Notare, einen Bargello (Hauptmann), einen Gefängniswärter und einen Urteilsvollstrecker. Es befand sich in einem Gebäude das der Familie gehörte, entlang einer Straße die früher Arenula oder Regola hieß und später ihren Namen vom Gefängnis erhielt, heute Via di Monserrato. Die Familie wohnte nicht weit davon in den Häusern des Vicolo Savelli, bevor diese 1368 an der Stelle des Marcellustheater, damals Monte Savello, umzog. An der Fassade waren das Wappen von Papst Gregor XIII. Boncompagni, der einige Restaurierungen vornahm, und die Inschrift BERNARDINUS SABELLUS CURIAE DE SABELLIS MARESCALLUS PERPETUUS zu sehen. An der gleichen Stelle steht heute ein Palast aus dem 17. Jahrhundert, der Sitz des ehrwürdigen Englischen Kollegs, das seit dem 14. Jahrhundert in der Nähe, an der Ecke der Via di Montoro, früher Vicolo di Corte Savella, in der Karte von Gio Battista Nolli mit der Nr. 698 eingezeichnet, existiert.
Nachdem die Familie Savelli um eine Erweiterung des Gerichtsgebäudes gebeten hatte, nahm sie die seit langem angeprangerten extrem unwürdigen Zustände zur Kenntnis, vor allem vom benachbarten Englischen Kolleg, dessen Mönche sich durch die ständigen Schreie der Gepeinigten gestört fühlten. 1652 verfügte Papst Innozenz X. die Abschaffung des Gefängnisses mit den dazugehörigen Privilegien, nahm es in Besitz um ein neues zu errichten und beschloss dann es dem Kolleg zu übergeben, das den Abriss vollendete und das Carceri Nuove in der Via Giulia baute.
Der Ort ging in die Geschichte wegen des berühmten Prozesses gegen Beatrice Cenci im Jahr 1599 ein, die dort gefangen gehalten, verurteilt und gefoltert wurde, und dann an der Engelsbrücke hingerichtet wurde.